# Zapasy na Olimpiadzie Letniej 1906
Zapasy na Olimpiadzie Letniej 1906 odbyły się w dniach 25 – 28 kwietnia. W zawodach udział wzięło 36 zapaśników z 11 państw. Multimedalistami zostali: duński zawodnik – Søren Jensen, który zdobył 2 złote medale (w wadze ciężkiej i w wadze „open”), Fin Verner Weckman, który sięgnął po złoto i srebro oraz Niemiec Rudolf Watzl (wywalczył złoto i brąz).

## Rezultaty zawodów
| Kat. wagowa |                |                  |                |
| ----------- | -------------- | ---------------- | -------------- |
| Lekka       | Rudolf Watzl   | Carl Carlsen     | Ferenc Holubán |
| Średnia     | Verner Weckman | Rudolf Lindmayer | Robert Behrens |
| Ciężka      | Søren Jensen   | Henri Baur       | Marcel Dubois  |
| Open        | Søren Jensen   | Verner Weckman   | Rudolf Watzl   |

## Tabela medalowa
| Poz. | Państwo           |   |   |   | Łącznie |
| ---- | ----------------- | - | - | - | ------- |
| 1    | Dania             | 2 | 1 | 1 | 4       |
| 2    | Cesarstwo Austrii | 1 | 2 | 1 | 4       |
| 3    | Finlandia         | 1 | 1 | 0 | 2       |
| 4    | Belgia            | 0 | 0 | 1 | 1       |
| 4    | Węgry             | 0 | 0 | 1 | 1       |